# ولسوالی چشت شریف
چِشت شریف یکی از ولسوالی‌های ولایت هرات در شمال باختری افغانستان به مرکزیت شهر چشت شریف است. جمعیت آن در سال ۱۳۹۹، ۲۸٬۴۲۶ نفر شده‌است. رود هریرود از این ولسوالی می‌گذرد و بند معروف سلما در این ولسوالی قرار دارد. ولسوالی چشت شریف زادگاه سلسله معروف چشتیه است.

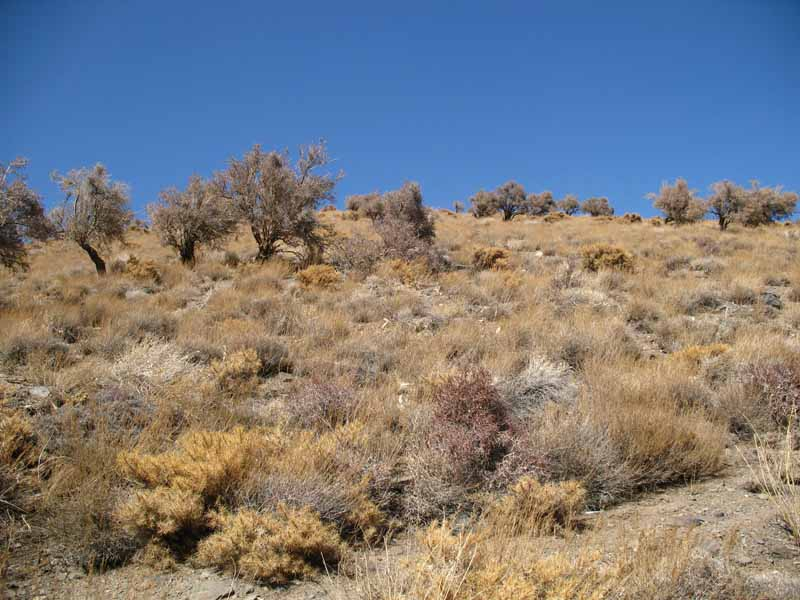

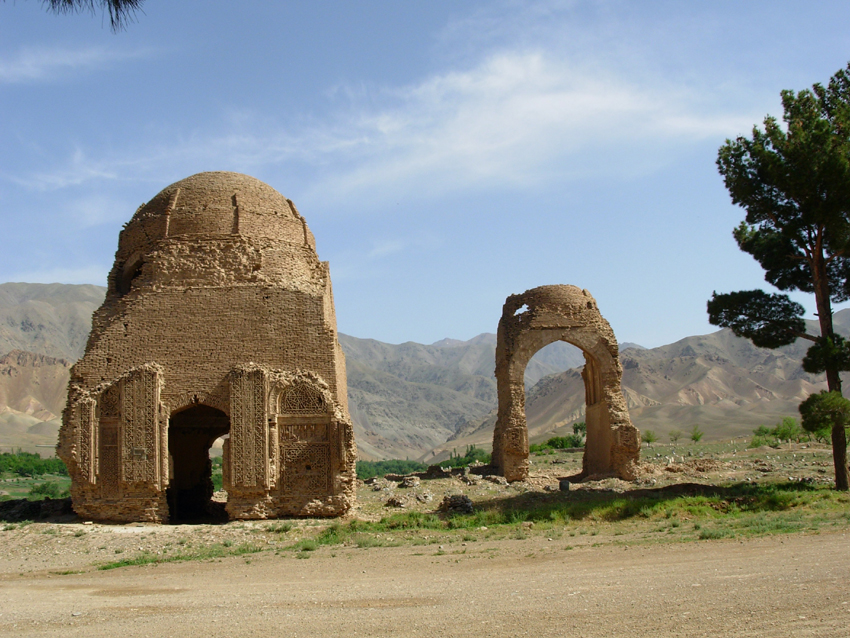
یکی از میراث‌های باقیمانده تاریخی چشت شریف

ولسوالی چشت شریف که موقعیت آن، از نیمروز به ولسوالی تولک غور، از خاور ولسوالی شهرک غور، از اباختر ولسوالی قادس بادغیس، و از باختر ولسوالی اوبه ولایت هرات می‌باشد. ولسوالی چشت شریف که در فاصله ۲۶۰ کیلومتری شهر هرات موقعیت دارد، دارای حدود و ۹۶ قریه بزرگ و کوچک می‌باشد.

## نام
ولسوالی چشت فعلی؛ ابتدا بنام (کنزور) یاد می‌گردیده و بعد از آمدن ابو اسحاق شامی به افغانستان (چشت) نامیده شده‌است، پیشینه تاریخی ولسوالی چشت شریف به بیش از ۹۷۰ سال می‌رسد. 

## مشاغل
منابع درآمد مردم این ولسوالی را باغداری، میوه جات، کشاورزی و دامداری تشکیل می‌دهد. حدود ۳۰٪ شاغلین این ولسوالی در بخش کشاورزی و باغداری، ۴۰٪ دامداری و ۳۰٪ دیگر به صورت آزاد مشغول می‌باشند.

## جغرافیا
ولسوالی چشت شریف از دیدگاه جغرافیایی به موقعیت کوهستانی قرار داشته و از دره‌های پر خم و پیچ تشکیل گردیده و منابع آبی و چشمه های زیادی دارد؛ هر یک از دره‌های این ولسوالی از دیدگاه مهندسی ظرفیت بندهای آبگردان جهت کشت و همچنان تولید انرژی برق دارد که از آن استفاده صورت می‌پذیرد. منابع طبیعی این ولسوالی را معادن سرشار سنگ مرمر، سنگ گرانیت، سنگ رخام و معادن گچ و سرب تشکیل می‌دهد.